# Грейнджер, Стюарт (баскетболист)
Стюарт Фрэнсис Грэйнджер (англ. Stewart Francis Granger, род. 27 октября 1961 года) — канадский профессиональный баскетболист.

## Карьера
Грэйнджер родился в Монреале (Канада), однако вскоре его родители переехали в США и он посещал старшую школу в Бруклине. В составе местной баскетбольной команды он в 1979 году выиграл чемпионат штата Нью-Йорк. По окончании обучения он поступил в Университет Вилланова, где играл за баскетбольную команду «Вилланова Уайлдкэтс». За четыре года в университете его средняя результативность составил 10,4 очка за игру и 4,8 передачи.
В 1983 году на драфте НБА он был выбран в первом раунде под общим 24 номером клубом «Кливленд Кавальерс». В своём дебютном сезоне в НБА Стюарт в среднем за игру набирал 4,5 очка и делал 2,4 передачи. В следующем сезоне он выступал за «Атланту Хокс», в составе которой он набирал в среднем менее двух очков за игру. В 1987 году Грэйнджерс выступал за «Нью-Йорк Никс».
Кроме НБА, Грэйнджер выступал в Континентальной баскетбольной ассоциации и Баскетбольной лиге Соединённых Штатов. Так, в 1986 году в составе «Уилдвуд Эйсес» он был включён в первую сборную всех звёзд USBL.

## Статистика

### Статистика в НБА
| Сезон                                                                                    | Команда  | Регулярный сезон | Регулярный сезон | Регулярный сезон | Регулярный сезон | Регулярный сезон | Регулярный сезон | Регулярный сезон | Регулярный сезон | Регулярный сезон | Регулярный сезон | Регулярный сезон | Серия плей-офф | Серия плей-офф | Серия плей-офф | Серия плей-офф | Серия плей-офф | Серия плей-офф | Серия плей-офф | Серия плей-офф | Серия плей-офф | Серия плей-офф | Серия плей-офф |
| Сезон                                                                                    | Команда  | GP               | GS               | MPG              | FG%              | 3P%              | FT%              | RPG              | APG              | SPG              | BPG              | PPG              | GP             | GS             | MPG            | FG%            | 3P%            | FT%            | RPG            | APG            | SPG            | BPG            | PPG            |
| ---------------------------------------------------------------------------------------- | -------- | ---------------- | ---------------- | ---------------- | ---------------- | ---------------- | ---------------- | ---------------- | ---------------- | ---------------- | ---------------- | ---------------- | -------------- | -------------- | -------------- | -------------- | -------------- | -------------- | -------------- | -------------- | -------------- | -------------- | -------------- |
| 1983/84                                                                                  | Кливленд | 56               | 13               | 13,2             | 42,9             | 30,8             | 75,7             | 1,0              | 2,4              | 0,4              | 0,0              | 4,5              | Не участвовал  | Не участвовал  | Не участвовал  | Не участвовал  | Не участвовал  | Не участвовал  | Не участвовал  | Не участвовал  | Не участвовал  | Не участвовал  | Не участвовал  |
| 1984/85                                                                                  | Атланта  | 9                | 1                | 10,2             | 35,3             | 0,0              | 50,0             | 0,7              | 1,3              | 0,2              | 0,0              | 1,8              | Не участвовал  | Не участвовал  | Не участвовал  | Не участвовал  | Не участвовал  | Не участвовал  | Не участвовал  | Не участвовал  | Не участвовал  | Не участвовал  | Не участвовал  |
| 1986/87                                                                                  | Нью-Йорк | 15               | 0                | 11,1             | 37,0             | 0,0              | 81,8             | 1,1              | 1,8              | 0,5              | 0,1              | 3,3              | Не участвовал  | Не участвовал  | Не участвовал  | Не участвовал  | Не участвовал  | Не участвовал  | Не участвовал  | Не участвовал  | Не участвовал  | Не участвовал  | Не участвовал  |
|                                                                                          | Всего    | 80               | 14               | 12,5             | 41,4             | 23,5             | 74,2             | 1,0              | 2,2              | 0,4              | 0,0              | 4,0              | Не участвовал  | Не участвовал  | Не участвовал  | Не участвовал  | Не участвовал  | Не участвовал  | Не участвовал  | Не участвовал  | Не участвовал  | Не участвовал  | Не участвовал  |
| Наведите курсор мыши на аббревиатуры в заголовке таблицы, чтобы прочесть их расшифровку. |          |                  |                  |                  |                  |                  |                  |                  |                  |                  |                  |                  |                |                |                |                |                |                |                |                |                |                |                |